# Austrian Football Division One 2010
Die Austrian Football Division One 2010 ist die 13. Spielzeit der zweithöchsten österreichischen Spielklasse der Männer im American Football. Sie begann am 10. April 2010 mit dem Spiel der Red Lions Hall gegen die Cineplexx Blue Devils (48:12) und endete am 26. Juni mit dem Sieg der Lower Austria Titans gegen die ASKÖ Steelsharks Traun (24:7) in der Silver Bowl XIII.
Nach der Umstrukturierung der Austrian Football League 2010, konkret mit einer Aufstockung auf eine Liga mit acht Mannschaften, stiegen die Teilnehmer der Silver Bowl der vergangenen Spielzeit, also die Salzburg Bulls und die Generali Invaders auf und die Cineplexx Blue Devils aus der AFL ab. Aus der Division One 2009 stiegen die ASKÖ Steelsharks nach verlorener Relegation gegen die Lower Austria Titans ab und selbige Gewinner auf.
Um einen Regelbetrieb der Division One 2010 zu garantieren, wurde die zu diesem Zeitpunkt aus drei Teilnehmern bestehende Liga mit den eigentlichen Absteigern ASKÖ Steelsharks und dem Playoff-Semifinalist der Division Two 2009, den Red Lions Hall, verstärkt.
Neben diesen schon vor Spielzeitbeginn entstandenen Problemen, kam es im Laufe der Saison zu weiteren chaotischen Umständen. Die Cineplexx Blue Devils entschieden sich in der Saison 2010 sowohl in der ersten Schweizer Liga, als auch in der Austrian Division One zu spielen, wobei die Blue Devils zwei verschiedene Mannschaften für jedes Land haben mussten und somit die eigentliche Kampfmannschaft in der Schweiz und vorwiegend Rookies und Junioren in der Österreichischen Liga spielen ließ. Das besonders in Österreich bemerkbare Fehlen der Kadertiefe wurde vor allem in Woche 4 zu einem großen Problem, da in dieser Runde auf Grund von Spielermangel ein Spiel abgesagt werden musste. Die CNC Gladiators wurden im Laufe der Saison überhaupt vom Spielbetrieb ausgeschlossen, da sie offene Verbandsbeträge nicht begleichen konnten. Auf Grund dessen kam es auch zu jener Kuriosität, dass die in dieser Saison sieglosen Blue Devils in die Playoffs der besten vier Mannschaften einzogen, diese Chance nutzten sie aber nicht, da sie die weite Reise von Vorarlberg nach Mödling nicht antraten und die Titans somit das Spiel gewonnen und den Einzug in die Silverbowl XIII geschafft haben.

## Teams
- Cineplexx Blue Devils (Hohenems)
- CNC Gladiators (Stegersbach)
- Lower Austria Titans (Mödling)
- Red Lions Hall (Hall in Tirol)
- ASKÖ Steelsharks (Traun)

## Tabelle
| Division I 2010 |                       |    |   |   |   |       |     |     |      |
|                 | Team                  | Sp | S | U | N | Pct   | P+  | P−  | Diff |
| 1               | Lower Austria Titans  | 6  | 6 | 0 | 0 | 1,000 | 235 | 90  | +145 |
| 2               | ASKÖ Steelsharks      | 6  | 4 | 0 | 2 | 0,667 | 169 | 126 | 0+43 |
| 3               | Red Lions Hall        | 6  | 2 | 0 | 4 | 0,333 | 142 | 170 | 0−28 |
| 4               | Cineplexx Blue Devils | 6  | 0 | 0 | 6 | 0,000 | 73  | 252 | −179 |
| 5               | CNC Gladiators**      | 6  | 3 | 0 | 3 | 0,500 | 124 | 105 | 0+19 |

Legende: Sp = Spiele, S = Siege, U = Unentschieden, N = Niederlagen, Pct = Winning Percentage,
P+ = erzielte Punkte, P− = zugelassene Punkte, Diff = Differenz

 Qualifikation für die Play-offs mit Heimrecht

## Spielplan
| Datum                 | Kickoff | Heim                  | Ergebnis | Auswärts                 | Stadion                              |
| --------------------- | ------- | --------------------- | -------- | ------------------------ | ------------------------------------ |
| Woche 1               |         |                       |          |                          |                                      |
| 10. April             | 15:00   | Red Lions Hall        | 48:12    | Cineplexx Blue Devils    | Haller Lend, Hall in Tirol           |
| 11. April             | 15:00   | CNC Gladiators        | 9:22     | Lower Austria Titans     | Sportplatz SV, Burgauberg            |
| Woche 2               |         |                       |          |                          |                                      |
| 17. April             | 14:00   | Cineplexx Blue Devils | 13:54    | CNC Gladiators           | Herrenriedstadion, Hohenems          |
| 17. April             | 18:00   | ASKÖ Steelsharks      | 49:39    | Red Lions Hall           | Stadion Traun, Traun                 |
| Woche 3               |         |                       |          |                          |                                      |
| 24. April             | 17:00   | Lower Austria Titans  | 46:14    | ASKÖ Steelsharks         | Trainingszentrum Ravelinstraße, Wien |
| Woche 4               |         |                       |          |                          |                                      |
| 1. Mai                | 17:00   | Lower Austria Titans  | 56:13    | Red Lions Hall           | Trainingszentrum Ravelinstraße, Wien |
| 2. Mai                | 15:00   | CNC Gladiators        | 35:0     | Cineplexx Blue Devils*   | Sportplatz SV, Burgauberg            |
| Woche 5               |         |                       |          |                          |                                      |
| 8. Mai                | 15:00   | Red Lions Hall        | 0:26     | CNC Gladiators           | Haller Lend, Hall in Tirol           |
| 9. Mai                | 14:00   | Cineplexx Blue Devils | 14:27    | ASKÖ Steelsharks         | Herrenriedstadion, Hohenems          |
| Woche 6               |         |                       |          |                          |                                      |
| 15. Mai               | 14:00   | ASKÖ Steelsharks      | 9:27     | Lower Austria Titans     | Stadion Traun, Traun                 |
| Woche 7               |         |                       |          |                          |                                      |
| 23. Mai               | 15:00   | CNC Gladiators**      | 0:35     | ASKÖ Steelsharks         | Sportplatz SV, Burgauberg            |
| 23. Mai               | 17:00   | Lower Austria Titans  | 63:28    | Cineplexx Blue Devils    | Trainingszentrum Ravelinstraße, Wien |
| Woche 8               |         |                       |          |                          |                                      |
| 29. Mai               | 14:00   | Cineplexx Blue Devils | 6:25     | Red Lions Hall           | Herrenriedstadion, Hohenems          |
| Woche 9               |         |                       |          |                          |                                      |
| 5. Juni               | 15:00   | Red Lions Hall        | 17:21    | Lower Austria Titans     | Haller Lend, Hall in Tirol           |
| 5. Juni               | 18:00   | ASKÖ Steelsharks      | 35:0     | CNC Gladiators**         | Stadion Traun, Traun                 |
| Playoffs: Semi-Finals |         |                       |          |                          |                                      |
| 19. Juni              | 18:00   | Lower Austria Titans  | 35:0     | Cineplexx Blue Devils*** | Trenkwalder Arena, Maria Enzersdorf  |
| 19. Juni              | 18:00   | ASKÖ Steelsharks      | 35:3     | Red Lions Hall           | Stadion Traun, Traun                 |
| Silver Bowl XIII      |         |                       |          |                          |                                      |
| 26. Juni              | 16:00   | Lower Austria Titans  | 24:7     | ASKÖ Steelsharks         | Trenkwalder Arena, Maria Enzersdorf  |

| *   | Die Cineplexx Blue Devils mussten die Begegnung gegen die CNC Gladiators in Woche 4 absagen, da sie nicht über die erforderliche Mindestspieleranzahl verfügten. Aus diesem Grund wurde das Spiel mit 35:0 strafverifiziert und in die Wertung genommen.                                                 |
| **  | Aus mangelnder Liquidität wurde den CNC Gladiators von Seiten des AFBÖ zunächst befristet, dann ganz die Spielerlaubnis entzogen. Aus diesem Grund wurden die Spiele mit 35:0 strafverifiziert und in die Wertung genommen. Ungeachtet der Erfolge wird der Verein an den letzten Tabellenplatz gereiht. |
| *** | Die Blue Devils sagten ihr Antreten im Playoff-Spiel gegen die Lower Austria Titans ab, zu dem sie durch den Spielerlaubnisentzug der CNC Gladiotors gekommen waren. Aus diesem Grund wurde das Spiel mit 35-0 strafverifiziert und in die Wertung genommen.                                             |

### Finalrunde
|  | Playoffs: Semi-Finals | Playoffs: Semi-Finals | Playoffs: Semi-Finals |  |  | Silver Bowl XIII | Silver Bowl XIII     | Silver Bowl XIII |
|  |                       |                       |                       |  |  |                  |                      |                  |
|  |                       |                       |                       |  |  |                  |                      |                  |
|  | 2                     | ASKÖ Steelsharks      | 35                    |  |  |                  |                      |                  |
|  | 3                     | Red Lions Hall        | 3                     |  |  |                  |                      |                  |
|  |                       |                       |                       |  |  | 2                | ASKÖ Steelsharks     | 7                |
|  |                       |                       |                       |  |  | 1                | Lower Austria Titans | 24               |
|  | 1                     | Lower Austria Titans  | 35                    |  |  |                  |                      |                  |
|  | 4                     | Cineplexx Blue Devils | 0                     |  |  |                  |                      |                  |
|  |                       |                       |                       |  |  |                  |                      |                  |